# Wolfgang Natonek
Wolfgang Natonek (Leipzig, 3 octobre 1919 – Göttingen, 21 janvier 1994 ) est un opposant au régime de la RDA.

## Biographie
Il est le fils de Hans Natonek, auteur et rédacteur dans Die Weltbühne, revue interdite par les nazis, qui dut émigrer d'Allemagne en 1935. L'enfant est déclaré apatride, il obtient avec difficulté son abitur en 1938 et s'inscrit pour des études de médecine vétérinaire. Après trois semestres, il est appelé à faire son service militaire mais est déclaré inapte et devient "travailleur forcé". À Leipzig, il aide trois prisonniers soviétiques évadés à se cacher jusqu'à la fin de la guerre.
En 1946, il s'inscrit à l'université de Leipzig pour étudier l'allemand et l'anglais, rejoint le Parti libéral-démocrate d'Allemagne (LDPD) dont il devient le président de la section des étudiants. Début 1947, il est élu au conseil étudiant grâce à l'alliance entre son parti et la CDU. Il devient impopulaire auprès du SED, car il s'oppose à la politique communiste de l'université.
Durant le congrès de la section de la Saxe en 1947, il est élu au comité exécutif du Land. Dans un discours prononcé devant des étudiants rassemblés à la fête de la Wartbourg en mai 1948, il déclare que la science doit être en mesure d'avancer librement de toute influence politique, mais que les scientifiques doivent être des personnes conscientes politiquement. Il critique ainsi l'inscription avec le SED, en faisant une comparaison à l'époque du régime nazi. Malgré plusieurs avertissements des autorités soviétiques et une campagne de dénigrement de la SED, Natonek se porte candidat à l'élection de la présidence du conseil étudiant et remporte l'élection au printemps 1948.
Le 11 novembre 1948, il est arrêté avec 20 autres étudiants par le NKVD, la police secrète soviétique. En mars 1949, il est condamné par une cour martiale soviétique pour "défaut d'affichage" en vertu du droit pénal de la République socialiste fédérative soviétique de Russie (RSFSR) à 25 ans de travaux forcés. Il purge sa peine dans des prisons allemandes. Il y rencontre Walter Kempowski à qui il apprend le français et donne des conférences sur les écrivains classiques allemands.
Après sa libération en 1956, il quitte la RDA et commence à étudier la philologie à l'université de Göttingen. Après ses études, il devient professeur d'allemand et d'histoire dans un Gymnasium de la ville. En 1962, il écrit un document sur les prisonniers politiques en RDA, Ihr aber steht im Licht: Eine Dokumentation aus sowjetischem und sowjetzonalem Gewahrsam.

## Source, notes et références
* 
- VIAF
- ISNI
- IdRef
- LCCN
- GND
- Israël
- WorldCat

- (de) Cet article est partiellement ou en totalité issu de l’article de Wikipédia en allemand intitulé « Wolfgang Natonek » (voir la liste des auteurs).
- (de) « Publications de et sur Wolfgang Natonek », dans le catalogue en ligne de la Bibliothèque nationale allemande (DNB).
- (de) Jörg Rudolph, Frank Drauschke et Alexander Sachse, Hingerichtet in Moskau : Opfer des Stalinismus aus Sachsen 1950-1953, Leipzig, Evang. Verl.-Anst, 2007, 191 p. (ISBN 978-3-374-02450-6)
- Jens Blecher, Gerald Wiemers (Hrsg.); Studentischer Widerstand an den mitteldeutschen Universitäten 1945 bis 1955;  Leipziger Universitäts Verlag 2005